# انگلستان در قرون وسطای میانه

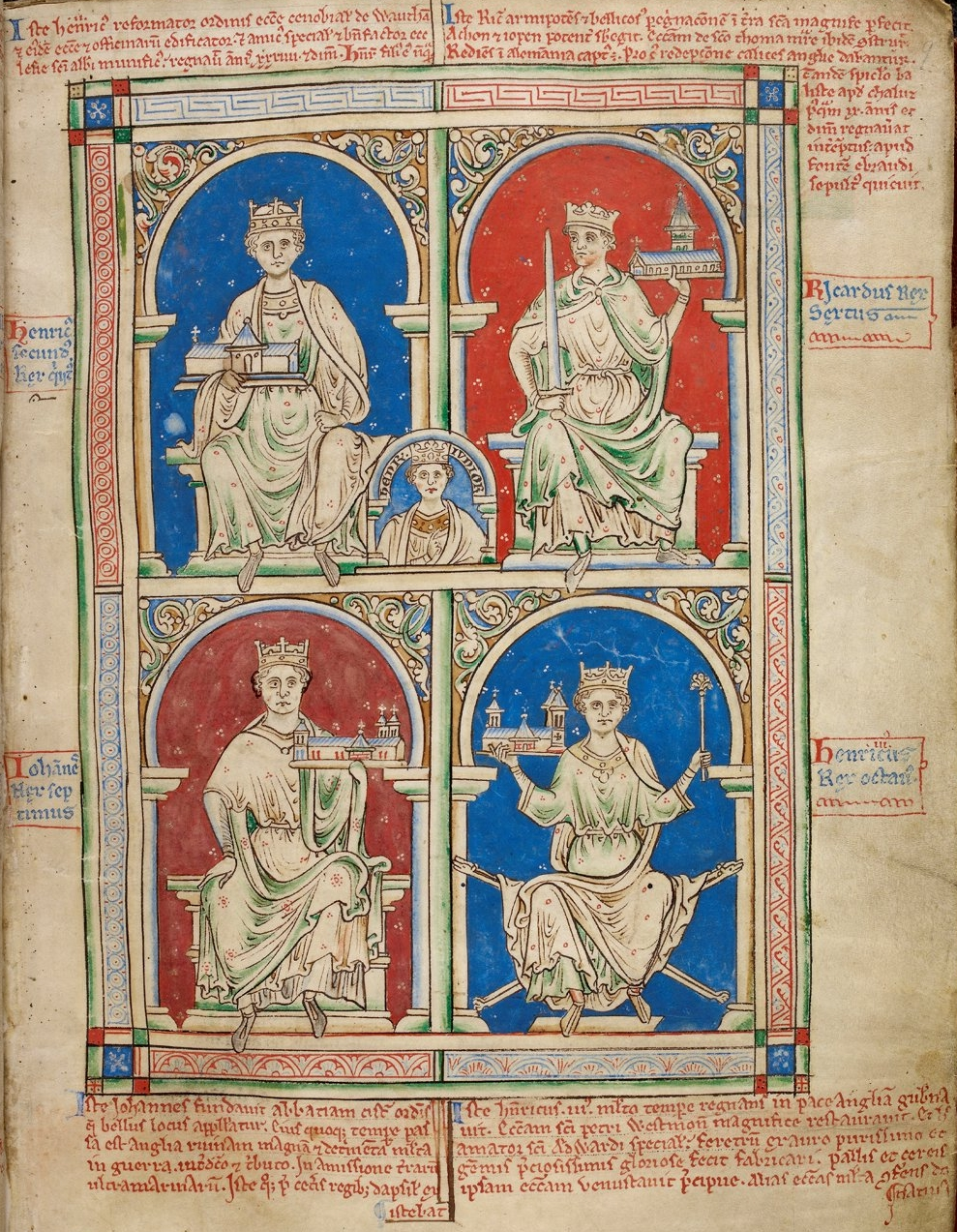
تصاویری از پادشاهان انگلستان در قرون ۱۱ و۱۲ میلادی

انگلستان در قرون وسطای میانه (انگلیسی: England in the High Middle Ages) در تاریخ انگلستان، قرون وسطای میانه شامل سلسله رویدادهای تاریخی میان حمله نورمن‌ها به انگلستان در سال ۱۰۶۶ میلادی تا زمان مرگ جان، پادشاه انگلستان به سال ۱۲۱۶ میلادی است. پادشاه جان، مشهور به جان لکلند — که توسط برخی مورخان به عنوان آخرین پادشاه آنژوین شناخته می‌شود — دوک‌نشین نرماندی و بیشتر سرزمین‌های فرانسه را به فرجام، از دست داد و به فیلیپ دوم، پادشاه فرانسه سپرد و زمینه‌ساز فروپاشی امپراتوری آنژوین گردید.